# Seehaus Leonberg
Das Seehaus Leonberg wurde von Sibylla von Anhalt in Auftrag gegeben und von Heinrich Schickhardt errichtet. Das Seehaus ist ein bedeutendes Kulturdenkmal und ein denkmalgeschütztes Gebäude. Es liegt außerhalb der Stadt Leonberg im Tal der Glems und in der Nähe befinden sich das Hotel und Restaurant Glemseck, die ehemalige Burg Glemseck und die ehemalige Solitude-Rennstrecke. Es hat seinen Namen vom Eltinger See, der die dortigen Seewiesen bedeckt hat.
Es wird seit 2003 als eine Einrichtung des Jugendstrafvollzugs in freien Formen im Landkreis Böblingen genutzt.

## Geschichte

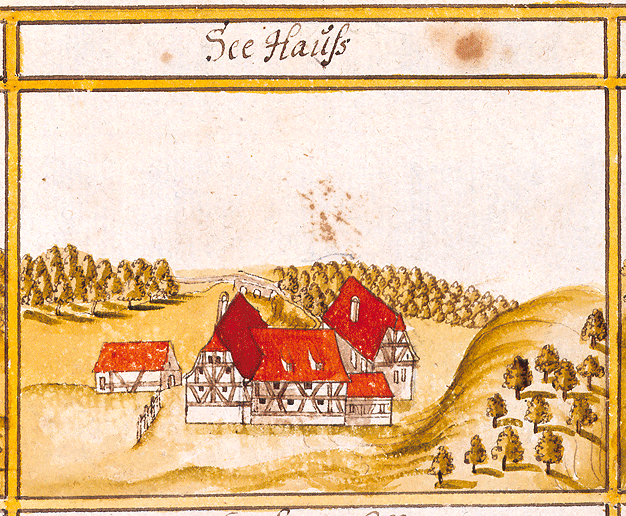
Seehaus im Forstlagerbuch von Andreas Kieser, 1681

Der Eltinger See wurde schon 1442 erwähnt, trocknete aber während des Dreißigjährigen Krieges aus. 1523 wurde dort ein kleines Haus erwähnt, das als Wohnung eines Forstknechts diente.
Der herzogliche Baumeister Heinrich Schickhardt erbaute dort 1609 das Seehaus. Auftraggeberin war Sibylla von Anhalt, die Mutter von Herzog Johann Friedrich von Württemberg. Sie wohnte von 1608 bis 1614 als Witwe im Leonberger Schloss. Das Seehaus diente wohl als Jagd- und Landsitz. Im Jahre 1609 erbaute Schickhardt „Vorst- und Seehaus Eltingen“ mit Mittelbau, Stallungen, im Westflügel das „Haus des Forstknechts“, im Ostflügel den herrschaftlichen Wohnraum über dem Pferdestall. Nach dem Tode Sybilles von Württemberg im Jahre 1614 wurde es ein beliebtes Ziel für den Landaufenthalt der Fürstlichen Herrschaft.
1679 wurde die Seewiesenscheune gebaut. 1680 wurde der Sitz des Forstknechtes vom Seehaus nach Eltingen verlegt. Im Westflügel wurde eine Melkerei eingerichtet. 1723 wurde der Seehof an Hanß Jerg Weber verpachtet. 1786 wurde der „sehr baufällige“ Westflügel abgerissen. Nach positivem Gutachten des Landesbaumeisters Etzel erteilte der Herzog im Jahre 1796 die Genehmigung zur Aufstockung des Mittelbaus. Das Dach wurde abgenommen, ein zweites Stockwerk aufgebaut und das alte (Schickhardt´sche) Dach wieder aufgesetzt.
1833 wurde mit Einwilligung des Herzogs das Gut an die Gemeinde Eltingen verkauft, die es 1845 an Freiherrn von Röder veräußerte, um vom Erlös den Neubau des Rathauses in Eltingen zu finanzieren. Dieser erweiterte das Gut um Stallungen, Küchenanbau und Kammern. 1906 gibt er es an seine Tochter ab.
1933 ließ die neue Eigentümerin, Frau von Vischer-Ihingen, einen neuen Westflügel bauen. Die Scheune wurde direkt an den Mitteltrakt angesetzt – im Sinne von Schickhardt als hufeisenförmige Anlage. Es folgte der Anbau von Wohnungen im Mitteltrakt und im Ostflügel in Bauphasen bis 1942. 1984 kaufte Familie Seitter das Gut Seehaus.
2003 erwarb Seehaus e.V. (vormaliger Vereinsname Prisma e. V.) das Gut Seehaus und nutzt das Seehaus Leonberg unter der Bezeichnung Jugendhof Seehaus für den Jugendstrafvollzug in freien Formen.